# Kanton Waldau
Der Kanton Waldau war eine Verwaltungseinheit im Distrikt Kassel des Departements der Fulda im napoleonischen Königreich Westphalen. Hauptort des Kantons und Sitz des Friedensgerichts war der Ort Waldau, heute Stadtteil von Kassel. Der Kanton umfasste 15 Dörfer und Weiler, hatte 6.120 Einwohner und eine Fläche von 1,65 Quadratmeilen.
Zum Kanton gehörten die Orte:
- Waldau
- Bergshausen
- Crumbach
- Dahlheim
- Dennhausen, mit Dittershausen
- Dörnhagen
- Heiligenrode, mit Agathof, Papiermühle, Eichwald, Kupferhammer, Messinghof und Fischhaus
- Niederkaufungen
- Ochshausen
- Sandershausen, mit Ellenbach
- Uschlag
- Vollmarshausen